# Gornji Ajdovec
Gornji Ajdovec je naselje v Občini Žužemberk.